# Kristály

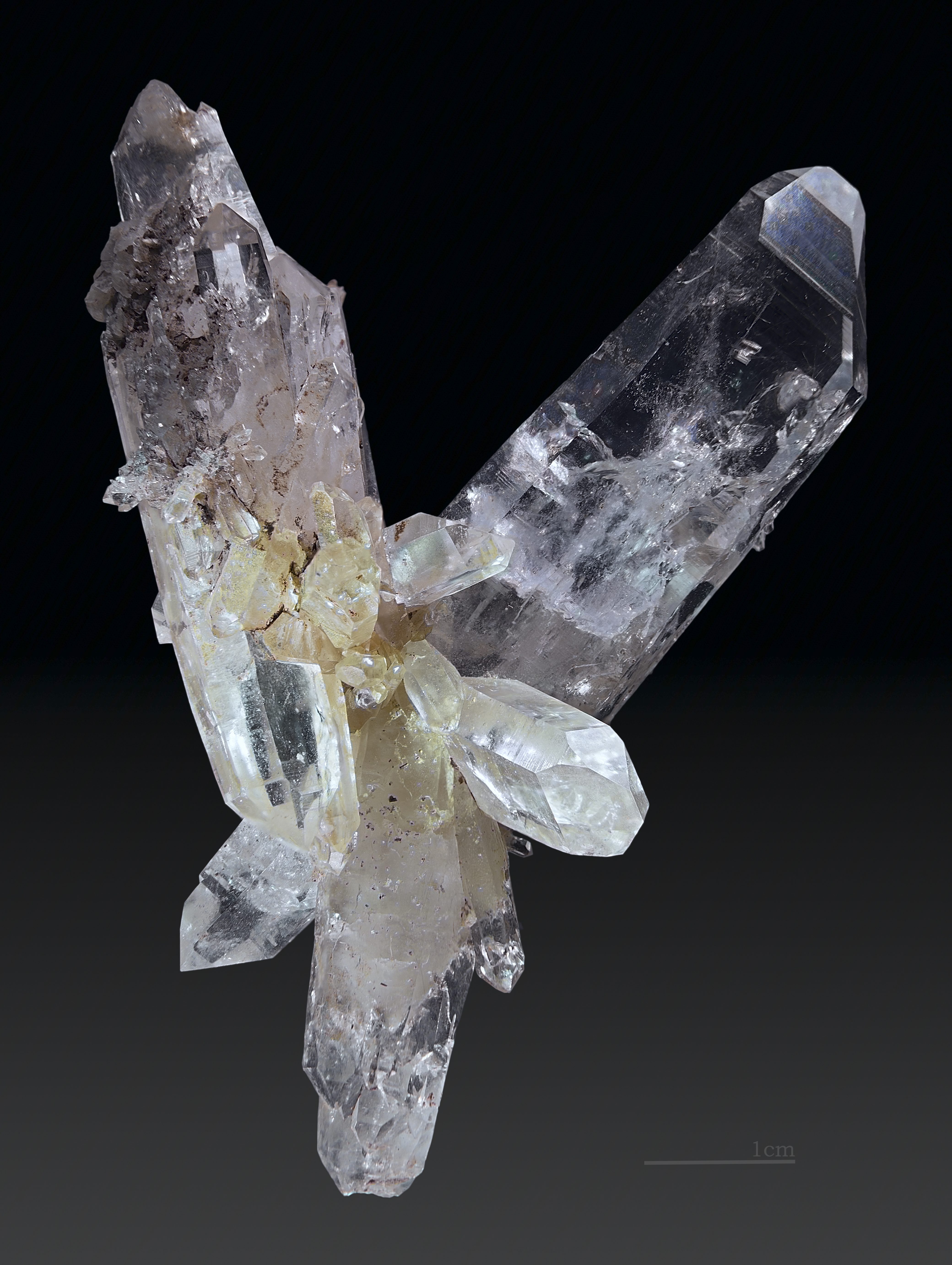
Kvarckristály

A kémiában, az ásványtanban és az anyagtudományban kristályoknak olyan szilárd halmazállapotú anyagokat neveznek, amelyekben az atomok, molekulák vagy ionok szabályos rendben, a tér mindhárom irányában ismétlődő minta szerint helyezkednek el, a térrácsot háromdimenziós elemi cellák hozzák létre. Szabatos definíció szerint „diszkontinuális térkitöltésű térrács, amelynek külső megjelenési formája síklapokkal határolt mértani test.”
A szabályosságban esetleg előforduló hibák az úgynevezett rácshibák; ezek a diszlokációk a kristály fizikai tulajdonságait akár jelentősen meg is változtathatják.
Maga a kristály szó az ókori görög κρύσταλλος (krüsztallosz) szóból ered. Szó szerint bármilyen megfagyott dologra utal, mint pl. a jégre. Egykor a szó kimondottan a kvarckristályt jelentette. A „kristály” szót a nyelvújítás során a jegec vagy jegőc kifejezéssel akarták magyarítani, de ez nem honosodott meg sem a tudományos, sem a köznyelvben, csak olyan formában, hogy a kikristályosodott állapotra a kijegecesedett szó is alkalmazható.
Egyesek a kristályoknak természetfeletti (pl. gyógyító) hatást tulajdonítanak.

## A definíció fogalmai
- Diszkontinuális - A kristályt alkotó atomok közt nagy távolság van, tehát a térkitöltés hézagos, megszakadó. A távolságra jellemző, hogy ha az atomot 1 cm átmérőjű gömbökkel jelképezzük, akkor méretarányos modellben e gömböknek minimum 50 méterre kell lenniük egymástól.
- Anizotrop - A legtöbb kristály optikailag anizotrop, ami azt jelenti, hogy bizonyos fizikai tulajdonságok, illetve az őket leíró fizikai mennyiségek irányfüggőek lehetnek, mert az adott kristálystruktúrában a térbeli irányok nem egyenértékűek.[2]

A kristályt mindig lapjainak a kristálytani tengelyhez képest elfoglalt helyzete jellemzi.

## Kristálytani törvények
- Szögtörvény:  Ugyanazon kristályos anyag különböző kifejlődésű kristályain a megfelelő lapok által bezárt szög mindig állandó érték.
- Paramétertörvény: Egy kristálylapot nem a nagysága, hanem a kristálytani tengelyekhez képest elfoglalt helyzete jellemez. A kristálylap a tengelyeket bizonyos távolságban metszi, e lemetszett darabokat nevezzük paramétereknek. A paraméter nem egy abszolút távolság, hanem egy arány. A paraméter-viszonyszámok mindig racionális számokkal vagy végtelennel egyenlők.
- Zónatörvény: A kristályokon a párhuzamos élekben metsződő lapok egy zónába tartoznak. A kristály középpontján áthaladó, az egy zónába tartozó lapok éleivel párhuzamos egyenes a zónatengely. A zónatörvény kimondja, hogy a kristályon lehetséges összes lap egymással zónaviszonyban van.

## Kristályformák

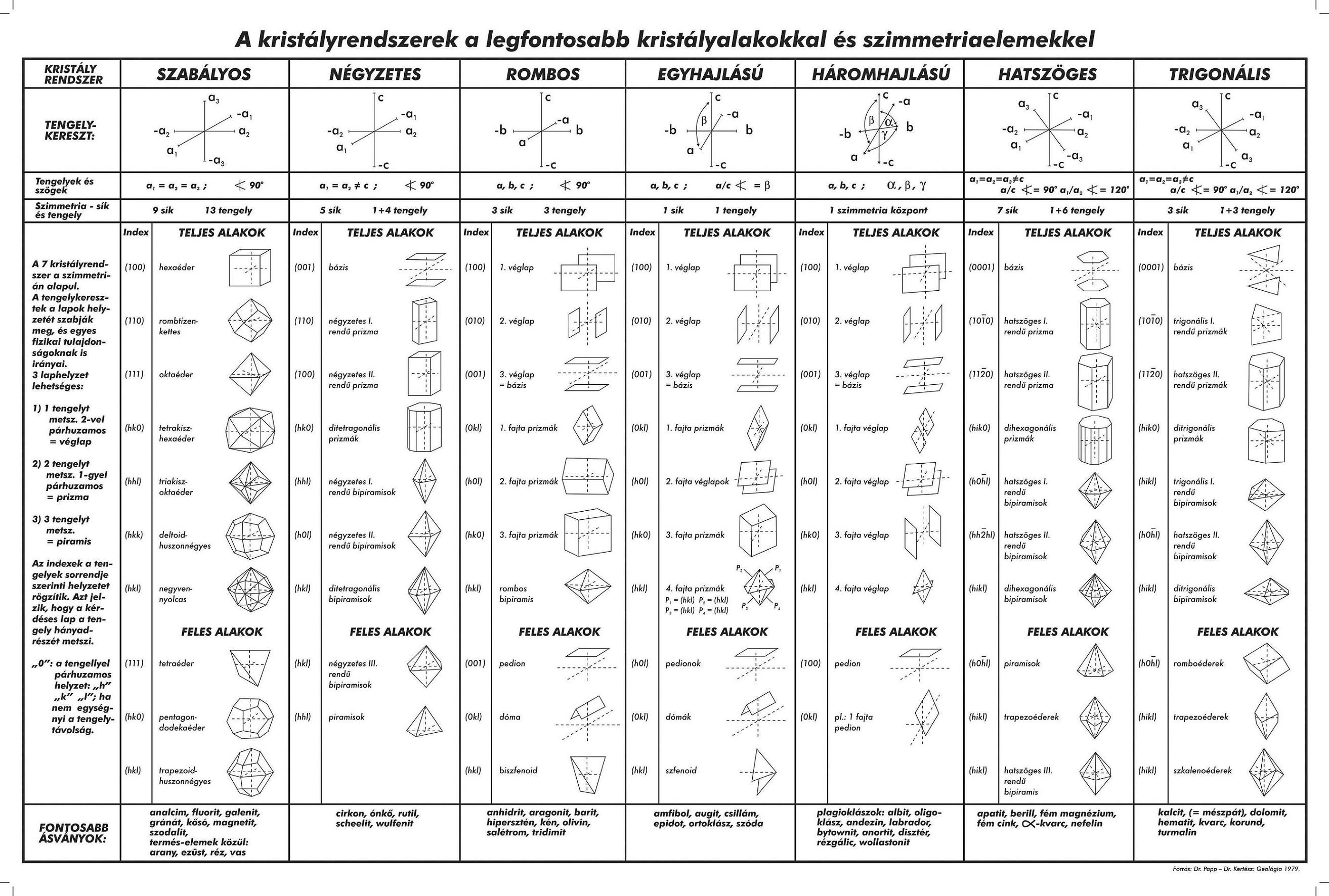
Kristályrendszerek táblázata

A kristályformákat a kristályt alkotó atomok kötésszögei alakítják ki, ezért állandóak. A tér három irányába mutató kristálytani tengelyeket lehet felvenni jellemzésükre. A tengelyek meghatározott szögeket zárhatnak be egymással és különböző hosszúságúak lehetnek. A legkülönbözőbb kristályok is alapvetően csak a tengelykeresztjükben térnek el egymástól.
A tengelyek tulajdonságai szerint megkülönböztetünk:
1. Izometrikus vagy szabályos - a tengelyek egyenlő hosszúságúak, az általuk bezárt szög mindegyike 90°, kockaformájú kristályok, jellemzőjük hexaéder, oktaéder, tetraéder;
2. Tetragonális vagy négyszöges - a tengelyek közül egynek a hossza változó, a másik kettő egyenlő, a bezárt szög 90°-os, négyzetes oszlop alakú kristályok, jellemzőjük trapezoéder, szkalenoéder, négyzetes prizma;
3. Rombos - a tengelyek különböző hosszúságúak, a bezárt szögük 90°, téglatest alakú kristályok, jellemzőjük a diszfenoid, dipiramis, rombos piramis;
4. Trigonális - a leghosszabb tengelyen két, arra merőleges, egyforma hosszúságú tengely helyezkedik el, amik egymással 60°-os szöget zárnak be, háromszöges oszlop alakú kristályok, jellemzőjük romboéder, trapezoéder, trigonális prizma;
5. Monoklin vagy egyhajlású - a tengelyek nem egyenlő hosszúságúak, és az egyik szög nem egyenlő 90°-kal, trapezoid alakú kristályok, jellemzőjük a szfenoid, dóma és prizma;
6. Triklin vagy háromhajlású - a tengelyek nem egyenlő hosszúak és egyetlen szögük sem 90°, trapezoid kristályok, jellemzőjük a pedion és a véglap;
7. Hexagonális vagy hatszöges - az egyik tengelyre három merőleges tengely húzható, amik egymással 60°-os szöget zárnak be, hatszöges oszlop alakú kristályok, jellemzőjük dihexagonális prizma, piramis, trapezoéder.

A kristálylapok általában párhuzamosak valamelyik tengellyel, de előfordul, hogy három tengelyre mért adott távolságok rajzolnak ki lapot, ekkor háromszöges lapok jönnek létre, ilyenek alkotják a piramisformájú kristályokat.
A kristályformák nem mindig kivehetőek, ezért a kristályosodás alakja szerint is lehet csoportosítani a kristályokat.
- Saját alakú
- Fenn-nőtt - valamely felültre tapadó, onnan kiinduló kristályosodásnál a felülettel érintkező kristálylapok torzulnak, mivel ott nem fejlődik. Ez jellemző az üregkitöltő kristályosodásra
- Benn-nőtt - oldatból kiváló kristály, aminek minden részlete saját kristály alakú, mivel szabadon növekedhet minden irányban
- Egyirányban növekvők
  - oszlopos
  - rostos
  - tűs
  - pamacsszerű
- Két irányban növekvők
  - táblás
  - lemezes
  - pikkelyes
  - leveles
- Vázkristályos
- Fürtös-gömbös
- Bekérgezés
- Alacsony kristályosodási készségű - egyes ásványok kristályosodáskor szinte mindig befejezetlennek hatnak, egy részükben kristályosak, más részükben amorfak (például pirit)

## Kristály mint ékszer
Alapvetően minden drágakő és féldrágakő kristály. A kristályok, mint az ékszerkészítés kellékei, lehetnek természetesek és mesterségesek. A sztereotípiákkal ellentétben a kristályok, mint ahogy alapvetően minden ékszer, nemi identitástól függően bárki számára elérhetőek.
Az ötvösmunkák legalapvetőbb alapanyagai közé tartoznak a nemesfémek mellett.

## Mesterséges kristályok
Amennyiben mesterségesen előállított kerámiaipari "kristályról" beszélünk, annak a fő alapanyaga minden esetben a szilícium és az ólom valamilyen vegyülete. Minél nagyobb a kristályüveg ólomtartalma (ami akár a 30%-ot is elérheti), annál szebb a ragyogása, amit a csiszolás még kifejezettebbé tesz. Legtöbb esetben az üvegipari "kristályokat" színezetlenül, kézi vagy gépi csiszolással, szépen megmunkálva bocsátják a vásárlók elé, de előfordul színezésük is. A színezés sok cégnél természetes alapanyagokkal történik egy titkos recept alapján. Legtöbbször egy-egy fém oxidált változatát használhatják (rézoxid-zöld stb.). Hazánkban ma Ajkán készül ólomkristály üvegipari termék.